# Елемир
Елемир (серб. Елемир) — населённый пункт в Сербии, расположенный в автономном крае Воеводина, в Средне-Банатском округе, в составе общины Зренянин. Село находится на востоке страны, в регионе, известном своей сельскохозяйственной продуктивностью и разнообразием этнических групп.

## Географическое положение
Елемир расположен в центральной части Воеводины, в банатской равнине, которая характеризуется плодородными землями и развитым сельским хозяйством. Это район, где активно культивируются сельскохозяйственные культуры, такие как пшеница, кукуруза, подсолнечник и другие. Елемир находится недалеко от крупных городов, таких как Зренянин, что способствует его связям с другими регионами Сербии.

## Население и демография
По данным переписи 2002 года, в Елемире проживает 4690 жителей. Из этого числа 3725 человек являются совершеннолетними. Средний возраст населения составляет 40 лет, при этом мужчины в среднем младше (38,3 года), чем женщины (41,7 года). В селе насчитывается 1623 домохозяйства, среднее количество членов в которых составляет 2,89 человека.
Демографическая ситуация в Елемире отражает общие тенденции в сельских районах Воеводины, где наблюдается некоторое старение населения и снижение уровня рождаемости. Однако благодаря близости к крупным городам и сельскохозяйственному производству, село продолжает оставаться относительно стабильным в плане численности населения.

## История
История села Елемир уходит в глубь веков, и, как и многие населённые пункты в Воеводине, оно было заселено разными этническими группами. Во времена Османской империи регион находился под контролем османов, что оставило заметный след в истории и культуре местных жителей. В период австро-венгерского правления, особенно после 18 века, в село начали переселяться различные этнические группы, включая сербов, венгров и немцев, что отразилось на культурном разнообразии.

## Экономика
Сельское хозяйство является основой экономики Елемира. Вокруг села расположены поля, на которых выращиваются основные сельскохозяйственные культуры, такие как пшеница, кукуруза, ячмень, а также различные овощи и фрукты. Это сельскохозяйственное производство играет ключевую роль в экономике села, и многие его жители заняты в аграрном секторе.
Кроме того, село имеет развитую инфраструктуру для хранения и переработки сельскохозяйственной продукции, что способствует развитию местной экономики. Продукция села поступает не только на внутренний рынок Сербии, но и в соседние страны.

## Культура и традиции
Елемир, как и другие села Воеводины, обладает богатым культурным наследием. Местные традиции включают в себя как сербские, так и венгерские культурные элементы, что является результатом этнической смеси в регионе. В селе проходят различные культурные мероприятия, такие как фестивали народной музыки и танцев, ярмарки и праздники, которые отражают культурное разнообразие его жителей.
Село также известно своими религиозными традициями. В Елемире находится православная церковь, которая является важным центром духовной жизни для местных жителей. Кроме того, есть небольшие католические и протестантские общины, что также является отражением этнического и религиозного разнообразия региона.

## Инфраструктура
Елемир обладает достаточно развитыми транспортными и коммунальными услугами. В селе есть дороги, которые связывают его с близлежащими населёнными пунктами и городами, такими как Зренянин. Это делает Елемир удобным для жизни и работы, несмотря на его сельское расположение.
Также в селе есть все необходимые социальные учреждения, включая школы, магазины, медицинские учреждения и другие объекты инфраструктуры, обеспечивающие комфортное проживание. Образование и здравоохранение остаются важными аспектами жизни села.

## Современные проблемы и вызовы
Как и многие сельские районы Воеводины, Елемир сталкивается с рядом вызовов, таких как сокращение населения и старение жителей. Молодёжь часто уезжает в крупные города в поисках работы, что приводит к уменьшению численности населения в селе. Это явление характерно для многих сельских общин Сербии и является проблемой, требующей внимания на местном и национальном уровнях.